# 678

## Починали
- 11 април – Доний, римски папа